# Down Deep Inside
«Down Deep Inside» es el tema musical de la película de 1977 Abismo. La música de la película fue escrita por el compositor británico John Barry y las letras del tema principal fueron añadidas por Donna Summer. 
La canción fue lanzada como sencillo y se convirtió en un hit en varios países de Europa, alcanzando el Top 10 en Bélgica, Países Bajos y el Reino Unido.
El LP original de la banda sonora incluye una versión de tiempo lento subtitulada "A Love Song", y una versión más extensa apareció en el formato en CD del álbum de Summer Live and More.

## Sencillos
- FRA 7" sencillo (1977) Casablanca 45 CB 140297 Bis[2]

1. «Down Deep Inside (Theme From The Deep)» - 4:25
2. «Theme From The Deep» (instrumental) - 4:34

- UK 7" sencillo (1977) Casablanca/PYE Records CAN 111[3]

1. «Down Deep Inside (Theme From The Deep)»
2. «Theme From The Deep» (instrumental)

- Escandinavia 7" sencillo (1977) Casablanca 006-60055[4]

1. «Down Deep Inside (Theme From The Deep)» - 4:21
2. «Theme From The Deep» (instrumental) - 4:29

- SVE 7" sencillo (1977) Casablanca 7C 052-60055Z[5]

1. «Down, Deep Inside» - 6:06
2. «Theme From The Deep» (instrumental) - 4:32

- GER 7" sencillo (1977) Bellaphon/Casablanca BF 18548[6]

1. «Theme From The Deep (Down, Deep Inside)» - 4:22
2. «Theme From The Deep» (instrumental) - 4:32

## Posicionamiento en listas
| Lista (1977)                                             | Máxima posición |
| -------------------------------------------------------- | --------------- |
| Alemania (Offizielle Deutsche Charts)                    | 25              |
| Australia (Kent Music Report)                            | 70              |
| Bélgica (Flandes) (Ultratop 50)                          | 4               |
| Bélgica (Valonia) (Ultratop 50)                          | 8               |
| Estados Unidos (Billboard Dance Music/Club Play Singles) | 3               |
| Italia (Musica e dischi)                                 | 17              |
| Países Bajos (Dutch Top 40)                              | 6               |
| Países Bajos (Mega Single Top 100)                       | 5               |
| Reino Unido (UK Singles Chart)                           | 5               |